# Jolanta Polikevičiūtė
Jolanta Polikevičiūtė (nascida em 25 de setembro de 1970) é uma ex-ciclista de estrada lituana que competiu no ciclismo nos Jogos Olímpicos de Verão de 1996, 2000 e 2004, representando a Lituânia. É irmã gêmea de Rasa Polikevičiūtė.